# نیما رمضان
نیما رمضان (زادهٔ ۲۷ دی ۱۳۶۱) از نوازنده‌های ساز گیتار الکتریک در عرصه موسیقی راک و پاپ ایران است. نیما رمضان از موزیسین‌های مطرح ایران محسوب می‌شود. وی در عرصه موسیقی راک و موسیقی‌های تلفیقی همکاری‌هایی را با گروه اوهام، گروه کامنت، میلاد درخشانی و پیتر سلیمانی‌پور در کارنامه خود دارد. او سرپرست گروه کامنت بوده‌است، گروهی که پس از مدتی منحل شد.